# Phyllostachys viridiglaucescens
Espèce
Phyllostachys viridiglaucescens est une espèce de plantes monocotylédones de la famille des Poaceae, sous-famille des Bambusoideae, originaire de Chine.
Ce sont des bambous géants, traçant 4 à 7 m/an, dont les tiges (chaumes) peuvent atteindre 8 à 13 m de haut et 5 à 10 cm de diamètre.

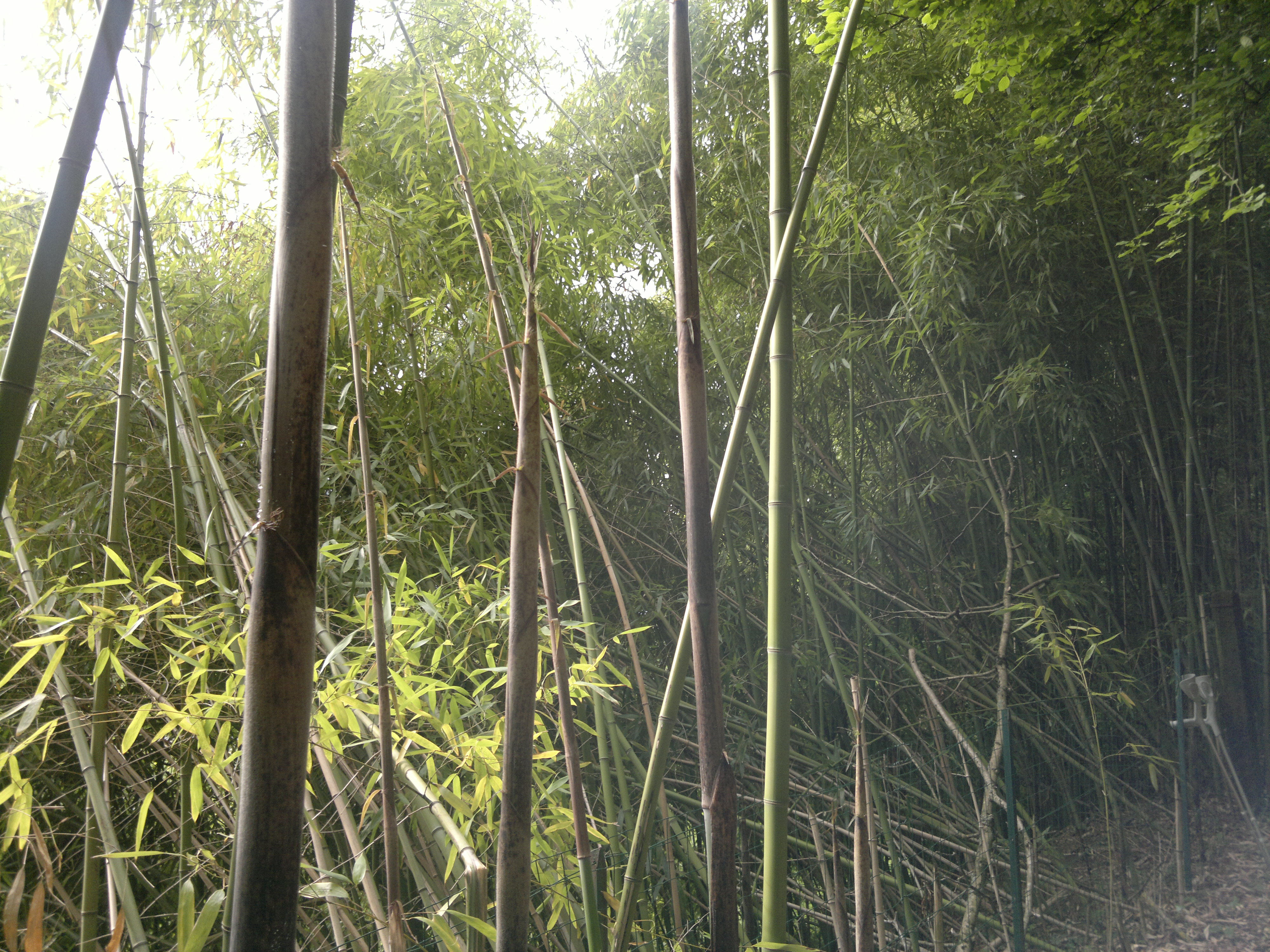
Chaumes et jeunes pousse de bambou Phyllostachys viridiglaucescens

C'est un bambou très rustique qui peut résister à des gels aisément et ce jusqu'à −20 °C (voire plus suivant le terrain et la situation).  Son feuillage est moyen à dense et semi-persistant. Ses chaumes une fois coupés et sec, grâce à leur grande taille, sont très utiles dans nos potagers pour divers usages (comme tuteurs, pergolas, barrières, etc). Il peut aussi être utilisé en haie et servir de coupe vent ou de brise vue.
Au niveau mondial, il est utilisé industriellement comme matière première pour la fabrication de la pâte à papier, notamment en Chine  et de matériau de construction et même d'échafaudage.

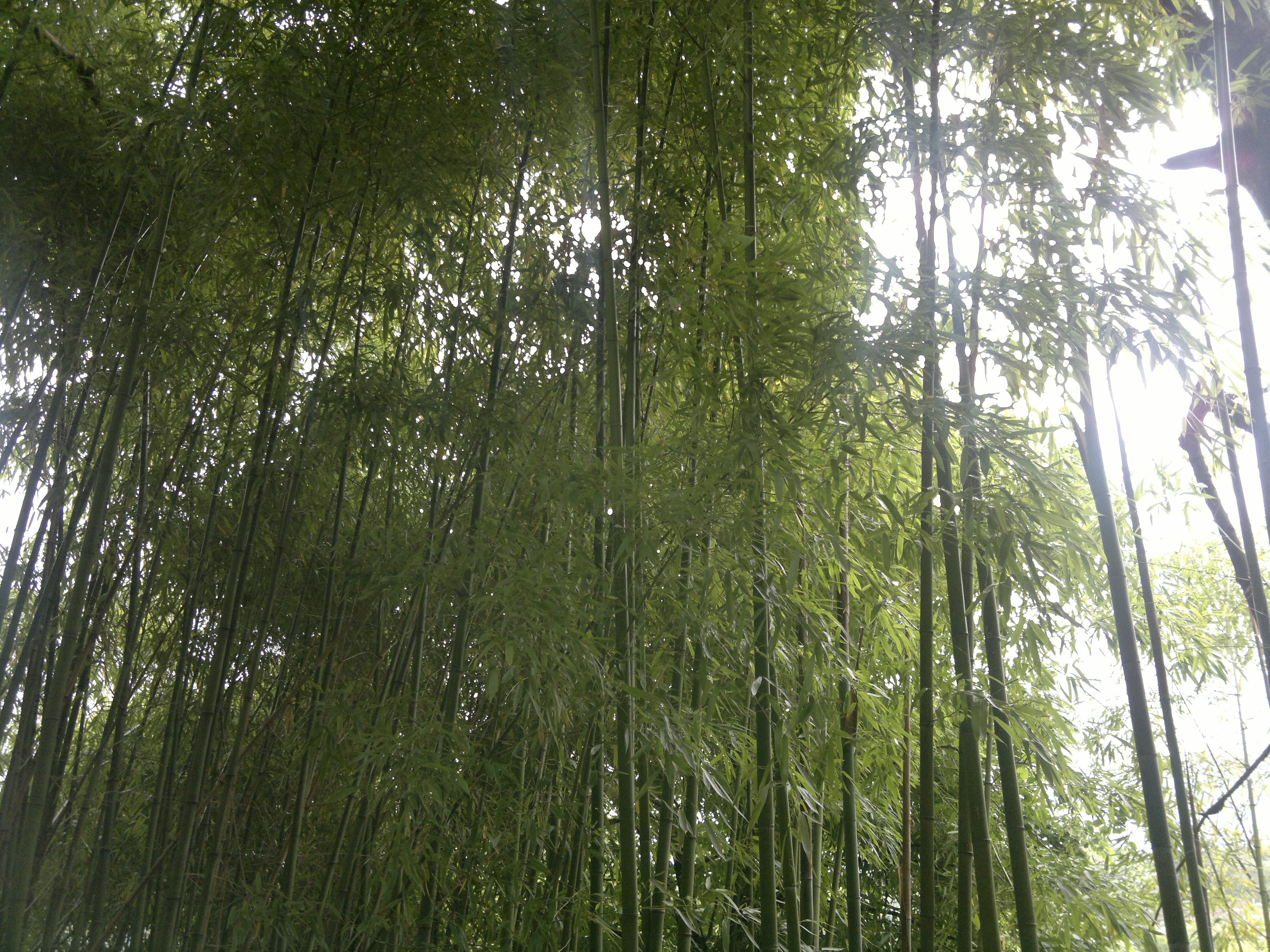
Forêt de bambou Phyllostachys viridiglaucescens

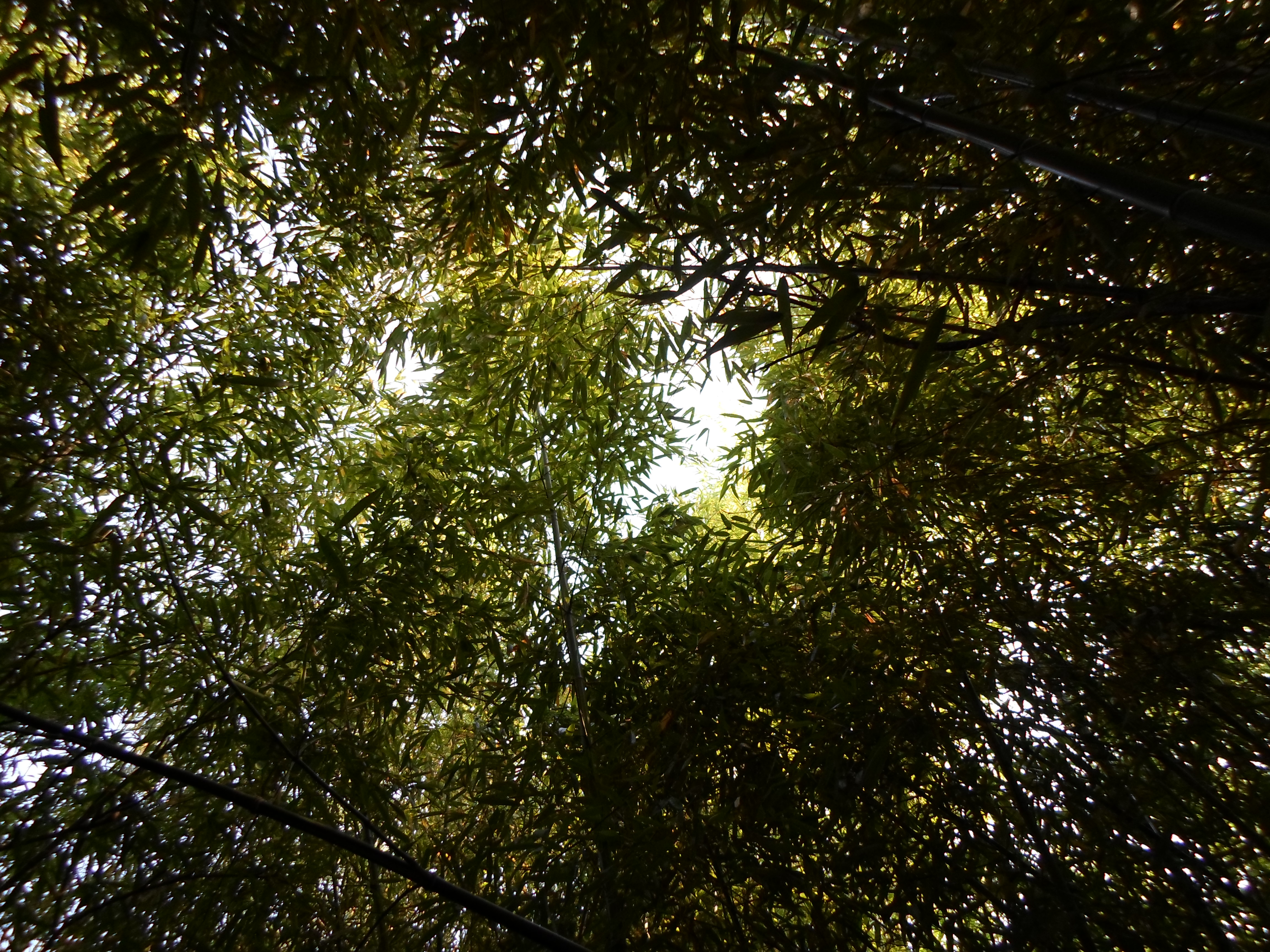
Forêt de bambou Phyllostachys viridiglaucescens

Les pousses (turions) sortent fin mars début avril, dans l'hemisphère Nord.

#### Autres

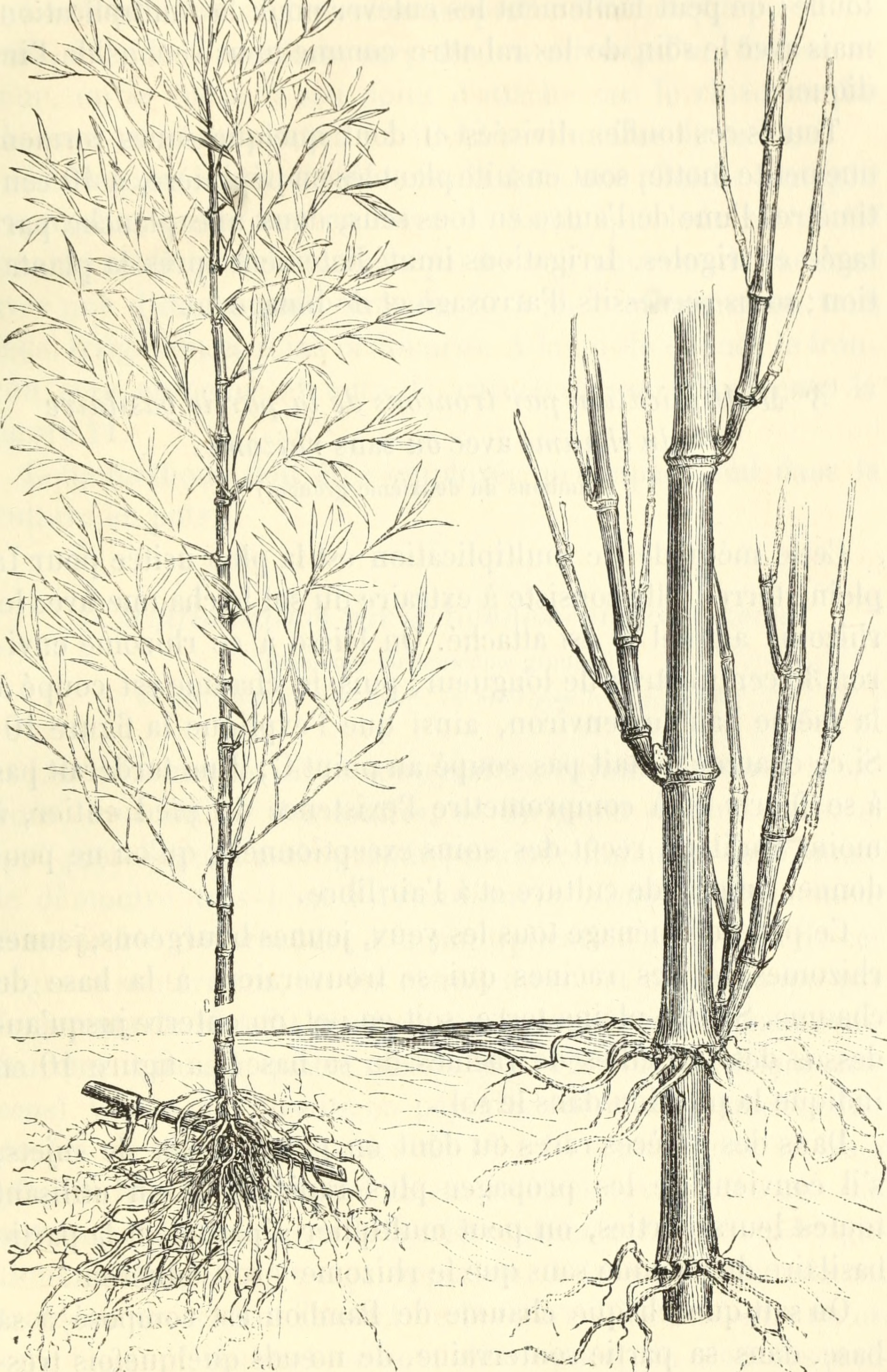
bambou Phyllostachys viridiglaucescens

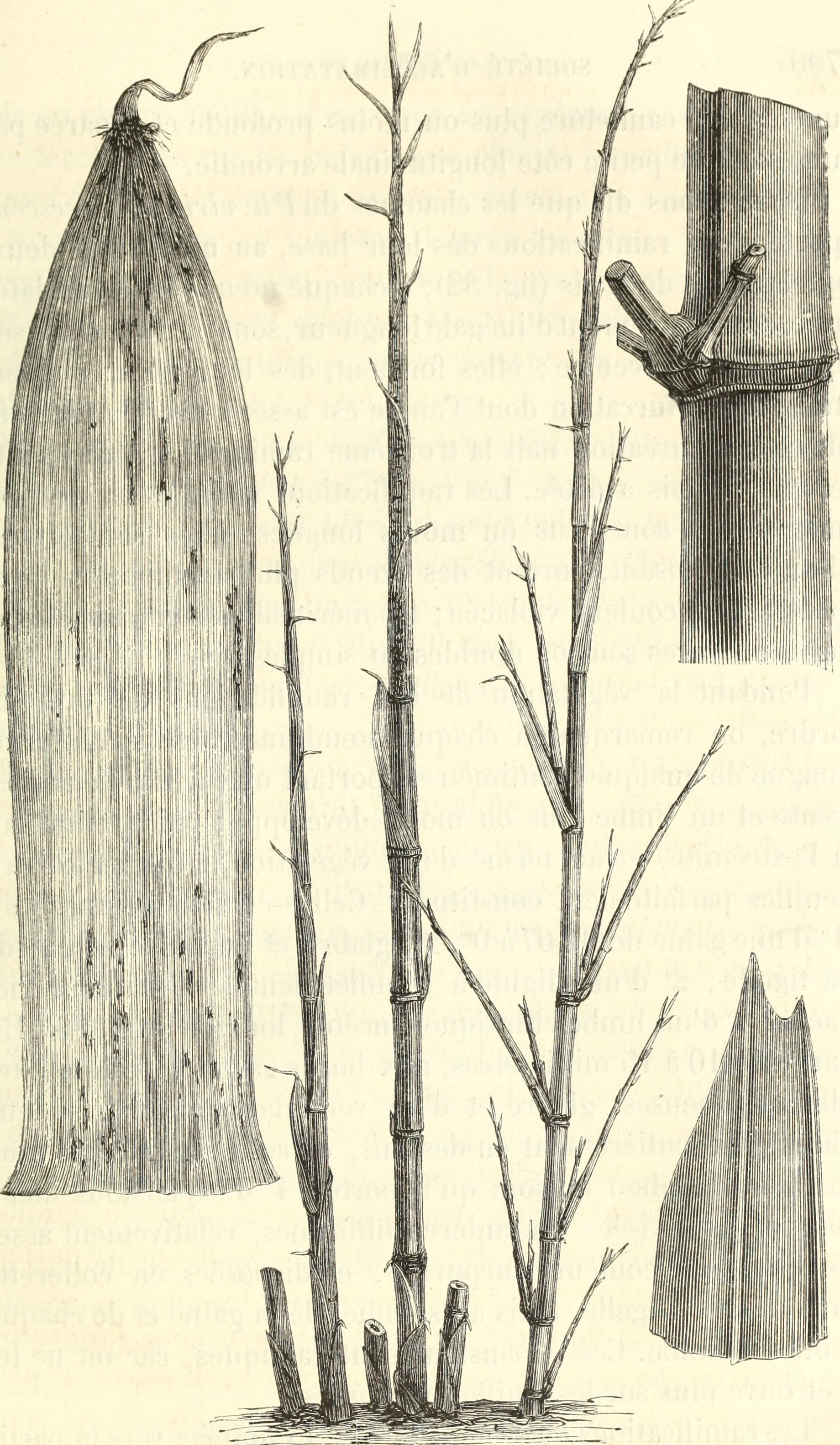
bambou Phyllostachys viridiglaucescens

## Distribution
L'aire de répartition originelle de Phyllostachys viridiglaucescens se situe en Chine : provinces de Anhui, Fujian, Jiangsu, Zhejiang.
La plante est cultivée principalement en Chine.
L'espèce a été introduite dans certains pays, notamment en Amérique : Guatemala, Honduras, États-Unis.

## Taxonomie
L'espèce Phyllostachys viridiglaucescens a été décrite pour la première fois par Élie-Abel Carrière, botaniste et horticulteur français, et publiée en 1869 sous le nom de  Bambusa viridiglaucescens dans la Revue Horticole; résumé de tout ce qui parait d'intéressant en jardinage [etc.], 292, Paris.
Le nom actuel, Phyllostachys viridiglaucescens, a été attribué (sous la forme viridi-glaucescens) par les frères Marie Auguste Rivière et Charles Marie Rivière, horticulteurs français, et publié en 1878 dans le Bulletin de la Société d'acclimatation de France, Paris, Sér. 3 5: 700, 773, f. 28.

### Étymologie
Le nom générique « Phyllostachys », dérive de deux termes du grec ancien, φύλλον / phúllon, « feuille » et  στάχυς / stákhus, « épi », en référence aux lemmes des épillets qui ont un limbe bien développé. 
L'épithète spécifique « viridiglaucescens » est formé de deux racines latines, viridis, « vert » et glaucescens, de glaucesco, « devenir vert-bleuâtre », en référence à la couleur vert-olive foncé des chaumes de ce bambou.

### Synonymes
Selon Catalogue of Life (15 mai 2018) :
- Bambusa viridiglaucesens Carrière (basionyme[9])
- Phyllostachys altiligulata G.G.Tang & Y.L.Xuu
- Phyllostachys nigrivagina T.H.Wen
- Phyllostachys viridiglaucescens var. hinkulii (V.N.Vassil.) A.H.Lawson
- Phyllostachys viridiglaucescens f. hinkulii V.N.Vassil.

### Liste des variétés
Selon Tropicos (15 mai 2018) :
- Phyllostachys viridiglaucescens var. hinkulii (V.N. Vassil.) A.H. Lawson

## Utilisation
Son principal intérêt en nos régions est ornemental et réside dans la coloration de ses chaumes qui, selon leur âge (de plantation), varient du vert très clair au vert foncé (à l'âge adulte).
Ses jeunes pousses sont également comestibles et douces en goût.
Il est aussi utilisé pour la fabrication de lamellé-collé de bambou, pour la réalisation de parquets, meubles, etc., et également en charpente. Celui-ci aurait même de meilleures performances de résistances que le lamellé-collé en bois (grâce aux caractéristiques propre du bambou). Il est principalement fabriqué en Chine et Japon.

## Culture
Sa culture et sa multiplication sont simples et aisées à faire, même pour un novice.
Elle se pratique par bouturage d'un morceau de rhizome avec ses racines. Le bambou doit avoir au minimum trois à quatre ans pour avoir le maximum de chance de réussite du bouturage. L'opération devra se faire avant la période d'apparition des turions, donc en France de préférence entre décembre et fin février.
| Hauteur à maturité         | 8-13 m (Suivant plantation)   |
| Rusticité                  | rustique                      |
| Composition du sol         | normal                        |
| pH du sol                  | neutre                        |
| Humidité du sol            | normal                        |
| Exposition                 | soleil - mi-ombre             |
| Utilisation en jardin      | massif, haie, alignement, bac |
| Utilisation pour la maison | terrasse, balcon, cloison     |
| Couleur feuille            | Vert                          |
| Feuillage                  | persistant                    |

Lors de l'utilisation en « bosquet », cette variété étant traçante, il est conseillé de limiter son espace d'extension à l'aide d'une barrière anti-rhizomes.
| Hauteur max | Rusticité       | Exposition                       |
| ----------- | --------------- | -------------------------------- |
| 8 à 13 m    | −20 °C à −25 °C | Toutes : ombre, mi-ombre, soleil |

Bambousaie de viridiglaucescens
Turion - Jeune pousse de viridiglaucescens (3 m en en semaine).